# Wappen der Provinz Almería

Wappen der Provinz Almería seit 1925.

Das Wappen der Provinz Almería wurde von der Provinzversammlung am 29. Juli 1925 angenommen. Diese bestand nicht aus gewählten, sondern aus vom Zivilgouverneur ernannten Mitgliedern. Es besteht aus einem in sieben Feldern aufgeteilten Schild mit einer gespaltenen eingepfropften Spitze und einem aufgelegten Herzschild. Die dadurch entstehenden insgesamt zehn Positionen stehen für die damaligen Gerichtsbezirke der Provinz. Die Orte Canjáyar, Gérgal und Sorbas, die alle inzwischen zum Gerichtsbezirk Almería gehören, haben diesen Status mittlerweile eingebüßt. Dafür sind mit El Ejido und Roquetas de Mar zwei neue Gerichtsbezirke entstanden, die nicht im Wappen repräsentiert sind. Am 16. April 1962 erschien eine Briefmarke mit dem Wappen der Provinz als Vierte in einer Serie Escudos provinciales españoles.

## Beschreibung
In der Heraldik werden die Bezeichnungen rechts und links grundsätzlich aus der Sicht der Person verwendet, die den Schild vor sich her tragen würde, also entgegengesetzt zur Sicht des Betrachters.
- Im ersten Feld steht in Rot ein silberner, schwarz vermauerter Zinnenturm mit zwei schwarzen Fenstern und ebensolchem Tor. Er stammt aus dem ersten Feld des seit 1878 in Gebrauch befindlichen Wappenschilds von Berja. Dort ist er nun seit 1952 golden mit roten Öffnungen[3].
- Im zweiten Feld steht in Blau eine nach links geneigte Weizengarbe. Dies entspricht dem Wappen von Canjáyar.
- Im dritten Feld stehen in Gold auf drei naturfarbenen Felsen, die sich aus blau-silbernen Wellenbalken erheben, drei grüne Brennnesselstauden. Diese stammen aus dem ersten Feld des Wappenschilds von Cuevas del Almanzora.
- Das vierte Feld ist pfahlweise von Rot und Silber rautiert. Darin steht ein goldener, schwarz vermauerter Albaranaturm mit zwei schwarzen Fenstern und ebensolchem Tor, dessen linke Zinne abgebrochen ist. Dies entspricht dem Wappen von Gérgal.
- Im fünften Feld steht in Blau ein goldener, schwarz vermauerter Zinnenturm mit zwei schwarzen Fenstern und ebensolchem Tor. Über diesem schwebt ein silberner Schlüssel mit dem Bart nach oben links. Der Turm stammt aus dem ersten Feld des am 25. Januar 1912 von König Alfons XIII. verliehenen Wappenschild von Huercal-Overa, sollte aber eigentlich ein Kastell sein. Im Wappen von Huercal-Overa ist der Schlüssel außerdem golden statt silbern[4].
- Im sechsten Feld steht in Blau ein ebensolcher goldener, schwarz vermauerter Zinnenturm mit zwei schwarzen Fenstern und ebensolchem Tor, hier auf der linken Seite von einem silbernen Schlüssel mit dem Bart nach unten rechts begleitet. Turm und Schlüssel dieses Felds stammen aus dem ersten Feld des Wappenschilds von Purchena.
- Im siebten Feld steht in Silber ein aufrechter, roter, schwarz bewehrter und gezungter, nach rechts sehender Löwe. Dieser repräsentiert Sorbas, wo der Löwe im ersten Feld des Wappenschilds aber nach links blickt und eine goldene Krone trägt.
- In der von Rot und Gold gespaltenen Spitze des Schilds stehen rechts an achter Position zwei silberne, schwarz vermauerte Zinnentürme mit zwei schwarzen Fenstern und ebensolchen Toren, zwischen denen ein silberner Schlüssel mit dem Bart nach rechts oben steht. Türme und Schlüssel repräsentieren Vera, wo allerdings der Schlüssel schwarz ist und sein Bart nach links weist. Außerdem sind dort die Türme Kastelle von brauner Naturfarbe.
- Links in der Spitze stehen an neunter Position auf drei naturfarbenen Felsen, die sich aus blau-silbernen Wellenbalken erheben, drei grüne Brennnesselstauden, die hier dem Wappen von Vélez-Rubio entstammen.
- Der Herzschild ist silbern und zeigt ein rotes Sankt-Georgs-Kreuz. Er ist der Wappenschild der Stadt Almería seit 1489[5]. Sein Rand ist in fünfzehn Felder unterteilt, in denen sich die folgenden fünf Motive dreimal wiederholen:
  - In Rot ein goldenes, schwarz vermauertes Kastell mit roten Fenster- und Türöffnungen.
  - In Silber ein aufrechter, nach rechts gewandter, golden gekrönter Löwe,
  - In Gold vier rote Pfähle.
  - In Gold ein schwarzer Adler mit ausgebreiteten Flügeln.
  - In Silber ein goldener Granatapfel mit rotem Riss und grünen Blättern.

## Herkunft der einzelnen Wappenbestandteile
Der silberne Turm im ersten Feld für Berja ist eine vereinfachte Wiedergabe des goldenen Kastells, das in spanischen Wappen für das Königreich Kastilien steht. Dies wird dadurch gestützt, dass im zweiten Feld des Stadtwappens von Berja der Löwe des Königreichs León steht, eine Anordnung die seit 1475 so im spanischen Königswappen auftaucht. Die Weizengarbe im zweiten Feld für Canjáyar bezieht sich auf die Hauptfeldfrüchte der Gegend zur Zeit der Reconquista der maurischen Gebiete, nämlich Weizen und Rispenhirse. Die Brennnesselstauden, die im dritten Feld für Cuevas del Almanzora und in neunter Position für Vélez-Rubio stehen, kommen jeweils aus dem Wappen der Familie Fajardo, Markgrafen von Los Vélez. Der Markgrafentitel wurde Pedro Fajardo y Chacón am 15. Oktober 1507 von Königin Johanna I. von Kastilien verliehen. Die Fajardo kamen aus Galicien, worauf die drei aus den Wellen aufragenden Felsen anspielen und nach der Aussage des bedeutenden spanischen Dramatikers Lope de Vega in seiner Komödie "El primer Faxardo" aus Santa Marta de Ortigueira, was als sprechendes Zeichen die Brennnesselstauden (spanisch ortigas) erklären würde. Der Ursprung der silbernen und roten Rauten im Wappen von Gérgal im vierten Feld ist unbekannt. Der Turm ist eine nahezu exakte Abbildung des von den Mauren erbauten Albarranaturms, den Alfonso de Cárdenas, Graf von La Puebla, Herr von Gérgal 1489 von den katholischen Königen erhielt und um den am 24. Juni 1492 für seine Hilfe bei der Reconquista des nasridischen Königreichs Granada eine Grundherrschaft errichtet wurde. Der Löwe für Sorbas im siebten Feld ist inspiriert vom Löwen des Königreichs León, der im Wappen von Sorbas mit den Wappen von Kastilien, Navarra und Aragón quadriert ist. Das Sankt-Georgs-Kreuz im Herzschild von Almería wurde aus dem Wappen der Republik Genua übernommen. Dies spielt an auf die Rückeroberung der Stadt von den Mauren im Oktober 1147 durch Alfons VII. von León durch die Mithilfe von genuesischen Truppen. Im Schildrand wechseln sich die Symbole von León, Kastilien und Granada mit denen der weiteren Helfer bei der Eroberung, Ramón Berenguer IV. von Barcelona und García IV. von Navarra ab.